# Eleições gerais na Espanha em 2015
As eleições gerais na Espanha decorreram no dia 20 de dezembro de 2015 e serviram para eleger 350 deputados para o Congresso dos Deputados e 208 senadores para o Senado. A data destas eleições foi anunciadas por Mariano Rajoy, em 1 de outubro, marcando as eleições para a última data legalmente possível. O Partido Popular foi o mais votado (28,72%) e com mais deputados (123), mas não atingiu a maioria absoluta

## Situação do país

### Economia
Após a sua eleição em 2011, Mariano Rajoy deu uma volta completa na sua política económica, quebrando muitas das suas promessas eleitorais e, levando uma queda acentuada do Partido Popular nas sondagens. Espanha foi duramente atingida pela Grande Recessão de 2008, tendo já o anterior governo anterior de Zapatero, efectuado imensos cortes nos gastos do Estado e aumentado impostos, que foram continuados pelo governo de Mariano Rajoy, tendo mesmo em Julho de 2012, anunciado um corte de 65 mil milhões em diversas funções do Estado, como a saúde pública e o ensino público, e, um novo aumento de impostos, em especial, o IVA que passou dos 18% para os 21%.
Além de mais, a crise económica atingiu, em especial, o sistema bancário do país, com especial destaque para o Bankia, liderado por Rodrigo Rato, que entrou em queda livre, desvalorizando imenso e pondo em perigo todo o sistema bancário nacional, algo que, obrigou Espanha a pedir um resgate ao FMI direccionado para o sistema bancário.
Os impactos da política de austeridade seguida por Rajoy são enormes. Apesar de uma queda da taxa de desemprego para os 21,18% em 2015, quando em 2011, esta atingia os 27,16%, muitos atribuem esta queda na taxa à vaga de emigração que fez com muitos espanhóis, em idade activa, abandonassem o país, e, também, a um aumento dos contratos temporários, ou seja, trabalhos considerados precários. Por outro lado, apesar da redução do déficit público, que atingiu, em 2014, os 5,8%, a dívida governamental nunca foi tão alta como agora, atingindo os 98% do PIB.

### Assuntos Internos
A legislatura 2011-2015 foi dominada por uma regressão em direitos políticos e direitos sociais. Os imensos cortes na Saúde pública e no Ensino público fizeram que crescesse a desigualdade de acesso a estes serviços entre aqueles com recursos financeiros e os mais desfavorecidos. Também foram introduzidas taxas de tribunais, que foram consideradas um ataque ao Direito de Acesso à Justiça e ao princípio de gratuitidade deste direito, embora, em 2015, estas taxas tenham sido eliminadas.
Também as novas políticas de educação desta legislatura foram duramente criticadas, em especial, pelo governo do País Basco e da Catalunha, que, acusaram o governo de re-centralizar a política de educação conforme a vontade de Madrid, e, também, que estas políticas promoviam a segregação escolar. Outra lei polémica, foi a "Lei da Mordaça", que impôs regras bastantes duras sobre manifestações, limites aos protestos de ruas e multas para os que não respeitavam os limites legais. Esta lei foi considerada um ataque ao direito de liberdade de reunião e de liberdade de expressão.
Outra situação polémica, foi a alteração da Lei do Aborto, que foi aprovada em 2013, e, era considerada um "regresso ao passado" por diversos partidos, movimentos e organizações, embora, em 2014, e, depois de imensas críticas a nova lei, Mariano Rajoy decidiu não avançar com a Lei, mantendo a Lei que vigorava desde 2005.

### Corrupção política
Um dos grandes problemas actuais em Espanha foi a eclosão de diversos escândalos de corrupção, envolvendo políticos dos diversos partidos, sindicatos e, até, membros da família real.
O primeiro grande escândalo de corrupção foi o "Caso Bárcenas", que envolvia o antigo tesoureiro do Partido Popular, Luís Bárcenas, e ponha a descoberta, um esquema de pagamentos ilegais efectuados no partido desde 1987.
Ao mesmo tempo, eram julgados em tribunal, Iñaki Urdangarin e a sua esposa, Cristina de Bourbon  filha de Juan Carlos I, por fraude fiscal e lavagem de dinheiro, tendo, este caso, tido um impacto negativo na popularidade da família real espanhola, atingido o ponto mais baixo, em 2013.
Os casos de corrupção sucederam-se em 2014, o que, levou muitos a compararem a situação actual, com a Itália no início da década de 1990 e o caso Operação Mãos Limpas, que levou à prisão de imensos políticos e à queda dos partidos tradicionais, algo semelhante à situação vivida em Espanha, o que, levou a muitos a chamarem ao momento actual o "Tagentopoli Espanhol" ou "Outubro Negro".
Os casos de corrupção atingiam vários políticos de todos os quadrantes políticos, em especial:
- Jordi Pujol, líder da Catalunha entre 1980 e 2003 e membro da Convergência Democrática da Catalunha, acusado de fuga ao fisco e lavagem de dinheiro;[28][29]
- Escândalo da Caja Madrid, que envolvia o uso de cartões de créditos ilegais entre 2003 a 2012, e, na qual estava envolvidos, pelo menos, 86 pessoas, em especial, membros do Partido Popular, do PSOE e da Esquerda Unida, bem como, membros dos principais sindicatos, Unión General de Trabajadores e Comissões Operárias.[30][31]

## Antevisão eleitoral
Estas eleições gerais irão marcar o fim do "bipartidarismo", reinante em Espanha desde da Transição Espanhola. O PSOE e o Partido Popular, que, desde da década de1980, eram os grandes rivais políticos, e, em norma, superavam os 70% dos votos, irão sofrer os efeitos da ascensão de dois novos partidos: o Podemos, liderado por Pablo Iglesias, nascido em 2014, fruto de diversos movimentos cívicos e sociais, que tiveram grande impacto nos Protestos de 2011 na Espanha contra a austeridade e,o Cidadãos - Partido da Cidadania, nascido em 2006 como reacção ao movimento independentista catalão, e, em 2014, se tornou um partido nacional, liderado por Albert Rivera.
Este anunciado fim do "bipartidarismo" em eleições gerais, reflectiu-se nas eleições locais e regionais de 2015, nas quais o Partido Popular obteve uma enorme derrota, perdendo a liderança de diversas Câmaras e Regiões, embora o PSOE também não tenha ganho votos, mas, conseguiu recuperar diversas regiões e Câmaras, graças a acordo pós-eleitorais. O Cidadãos - Partido da Cidadania consegui resultados importantes nessas eleições, sendo decisivo, em muitos locais, o partido que tinha o poder de determinar o novo governo, embora o Podemos tenha tido resultados mais notáveis, ao conquistar, a Câmara de Madrid e Barcelona.

## Sondagens
As sondagens indicam que estas eleições irão ser as mais renhidas na Espanha democrática, verificando-se poucas diferenças percentuais entre Partido Popular, PSOE, Podemos e Cidadãos - Partido da Cidadania, embora, seja claro que o Partido Popular irá ser o partido mais votado, embora, bastante distante da maioria absoluta, correndo o risco de ganhar as eleições, obtendo o pior resultado da sua história. O PSOE, segundo as sondagens, também corre o sério o risco de obter o seu pior resultado eleitoral, havendo sondagens que, indicam a possibilidade dos socialistas ficarem em quarto lugar. Quantos aos novos partidos, Podemos e Cidadãos - Partido da Cidadania, revela-se uma grande incerteza quanto ao resultado que estes irão obter, sendo, apenas, certo, que irão obter um resultado superior aos 15%.
As sondagens seguintes serão aquelas efectuadas desde do ínicio oficial da Campanha Eleitoral, ou seja, 4 de Dezembro de 2015:
| Data       | Fonte        | PP   | PSOE | IU/UP | UPyD | DiL       | EHB | PNV | ERC | P    | C's  | +/-  |
| 20/12/2015 | Legislativas | 28,7 | 22,0 | 3,7   | 0,6  | 2,3       | 0,9 | 1,2 | 2,4 | 20,7 | 13,9 | 6,7  |
| 20/12/2015 | [ 41 ]       | 26,8 | 20,5 | 4,1   |      | 1,7       | 1,0 | 1,1 | 2,5 | 21,7 | 15,2 | 5,1  |
| 19/12/2015 | [ 42 ]       | 26,6 | 20,1 | 4,0   |      |           |     |     |     | 21,5 | 15,3 | 5,1  |
| 18/12/2015 | [ 43 ]       | 26,6 | 20,8 | 4,4   |      |           |     |     |     | 20,1 | 15,5 | 5,8  |
| 17/12/2015 | [ 43 ]       | 25,8 | 21,4 | 3,8   |      |           |     |     |     | 20,4 | 16,0 | 4,4  |
| 16/12/2015 | [ 43 ]       | 26,2 | 21,0 | 3,7   |      |           |     |     |     | 20,4 | 15,9 | 5,2  |
| 16/12/2015 | [ 44 ]       | 28,0 | 21,4 |       |      |           |     |     |     | 19,8 | 17,4 | 6,6  |
| 15/12/2015 | [ 45 ]       | 25,4 | 20,6 | 4,5   |      |           |     |     |     | 19,6 | 16,3 | 4,8  |
| 14/12/2015 | [ 46 ]       | 25,4 | 20,9 | 4,8   |      |           |     |     |     | 19,0 | 17,2 | 4,5  |
| 14/12/2015 | [ 47 ]       | 26,9 | 22,8 | 4,0   |      | 1,9       | 1,1 | 1,4 | 2,2 | 18,4 | 17,0 | 4,1  |
| 14/12/2015 | [ 48 ]       | 24,5 | 21,3 | 3,8   | 0,9  | 2,7       | 1,2 | 1,2 | 3,2 | 19,9 | 16,5 | 3,2  |
| 12/12/2015 | [ 49 ]       | 25,2 | 20,8 |       |      |           |     |     |     | 18,4 | 18,0 | 4,4  |
| 11/12/2015 | [ 50 ]       | 28,8 | 19,7 | 2,7   | 0,2  | 1,2       |     |     |     | 17,9 | 19,9 | 8,9  |
| 11/12/2015 | [ 51 ]       | 27,0 | 18,2 | 5,2   | 0,6  | 2,0       |     | 0,7 |     | 17,2 | 20,9 | 6,1  |
| 11/12/2015 | [ 52 ]       | 26,5 | 22,7 | 3,2   | 0,5  | 1,7       | 1,0 | 1,1 | 2,0 | 18,1 | 20,3 | 3,8  |
| 10/12/2015 | [ 53 ]       | 25,3 | 21,0 | 5,0   |      |           |     |     |     | 19,1 | 18,2 | 4,3  |
| 10/12/2015 | [ 54 ]       | 27,7 | 20,5 | 4,3   | 0,3  | 2,1       | 1,1 | 1,1 | 2,1 | 16,2 | 19,8 | 7,2  |
| 09/12/2015 | [ 55 ]       | 26,5 | 21,7 | 4,0   | 1,0  |           |     |     |     | 17,0 | 18,6 | 4,8  |
| 09/12/2015 | [ 56 ]       | 27,2 | 20,3 | 3,7   |      | 2,4       | 1,1 | 1,2 | 2,5 | 18,4 | 19,6 | 6,9  |
| 09/12/2015 | [ 57 ]       | 28,3 | 20,8 | 3,3   | 0,3  | 2,1       | 1,1 | 1,4 | 2,0 | 16,6 | 19,8 | 7,5  |
| 09/12/2015 | [ 58 ]       | 26,7 | 17,0 | 6,3   |      |           |     |     |     | 19,1 | 23,2 | 3,5  |
| 07/12/2015 | [ 59 ]       | 29,0 | 18,9 | 3,6   |      |           |     |     |     | 17,2 | 18,9 | 10,1 |
| 07/12/2015 | [ 60 ]       | 26,7 | 24,9 | 4,9   |      | 1,9       | 1,0 | 1,5 | 2,2 | 16,4 | 16,2 | 1,8  |
| 04/12/2015 | [ 61 ]       | 28,1 | 21,0 | 3,8   |      | 1,6       | 1,4 | 1,4 | 1,8 | 15,1 | 21,0 | 7,1  |
| 04/12/2015 | [ 62 ]       | 27,8 | 19,4 | 3,6   |      | 3,0       | 0,7 | 1,2 | 2,1 | 18,2 | 19,9 | 7,9  |
| 04/12/2015 | [ 63 ]       | 27,9 | 22,9 | 3,8   | 0,3  | 2,0       | 1,0 | 1,2 | 1,9 | 16,1 | 18,6 | 5,0  |
| 20/11/2021 | Legislativas | 44,6 | 28,8 | 6,9   | 4,7  | 4,2 (CiU) | 1,4 | 1,3 | 1,1 | -    | -    | 15,9 |

## Resultados oficiais

### Câmara dos Deputados
| Partido                 | Partido                              | Votos      | %               | +/-    | Deputados | +/-    |
| ----------------------- | ------------------------------------ | ---------- | --------------- | ------ | --------- | ------ |
|                         | Partido Popular                      | 7 236 965  | 28,71 / 100,00  | 15,92  | 123 / 350 | 63     |
|                         | Partido Socialista Operário Espanhol | 5 545 315  | 22,00 / 100,00  | 6,76   | 90 / 350  | 20     |
|                         | Podemos                              | 5 212 711  | 20,68 / 100,00  | Novo   | 69 / 350  | Novo   |
|                         | Cidadãos - Partido da Cidadania      | 3 514 528  | 13,94 / 100,00  | Novo   | 40 / 350  | Novo   |
|                         | Unidade Popular                      | 926 783    | 3,68 / 100,00   | 3,24   | 2 / 350   | 9      |
|                         | Esquerda Republicana da Catalunha    | 601 782    | 2,39 / 100,00   | 1,33   | 9 / 350   | 6      |
|                         | Democracia e Liberdade               | 567 253    | 2,25 / 100,00   | 1,92   | 8 / 350   | 8      |
|                         | Partido Nacionalista Basco           | 302 316    | 1,20 / 100,00   | 0,13   | 6 / 350   | 1      |
|                         | Euskal Herria Bildu                  | 219 125    | 0,87 / 100,00   | 0,50   | 2 / 350   | 5      |
|                         | Coligação Canária                    | 81 917     | 0,32 / 100,00   | 0,27   | 1 / 350   | 1      |
|                         | Outros                               | 814 486    | 3,22 / 100,00   |        | 0 / 350   |        |
| Votos Inválidos         | Votos Inválidos                      | 415 351    | 1,64 / 100,00   | 1,02   |           |        |
| Total                   | Total                                | 25 438 532 | 100,00 / 100,00 |        | 350 / 350 |        |
| Eleitorado/Participação | Eleitorado/Participação              | 36 511 848 | 69,67 / 100,00  | 0,73   |           |        |
| Fonte                   | Fonte                                | [ 64 ]     | [ 64 ]          | [ 64 ] | [ 64 ]    | [ 64 ] |

## Resultados por Regiões Autónomas
A seguinte tabela apenas contêm os resultados obtidos por partidos que tenham elegido deputados:
| Região Autónoma       | %    | D   | %    | D    | %    | D  | %    | D   | %   | D  | %    | D   | %    | D   | %    | D   | %    | D   | %   | D  | D   | Votantes   |
| Região Autónoma       | PP   | PP  | PSOE | PSOE | P    | P  | C's  | C's | UP  | UP | ERC  | ERC | DiL  | DiL | PNV  | PNV | EHB  | EHB | CC  | CC | D   | Votantes   |
| --------------------- | ---- | --- | ---- | ---- | ---- | -- | ---- | --- | --- | -- | ---- | --- | ---- | --- | ---- | --- | ---- | --- | --- | -- | --- | ---------- |
| Andaluzia             | 29,1 | 21  | 31,5 | 22   | 16,9 | 10 | 13,8 | 8   | 5,8 | -  | -    | -   | -    | -   | -    | -   | -    | -   | -   | -  | 61  | 4 482 758  |
| Aragão                | 31,3 | 6   | 23,1 | 4    | 18,6 | 2  | 17,2 | 1   | 6,2 | -  | -    | -   | -    | -   | -    | -   | -    | -   | -   | -  | 13  | 737 467    |
| Astúrias              | 30,1 | 3   | 23,4 | 2    | 21,4 | 2  | 13,6 | 1   | 8,4 | -  | -    | -   | -    | -   | -    | -   | -    | -   | -   | -  | 8   | 623 993    |
| Baleares              | 29,1 | 3   | 18,3 | 2    | 23,1 | 2  | 14,8 | 1   | 2,4 | -  | -    | -   | -    | -   | -    | -   | -    | -   | -   | -  | 8   | 488 082    |
| Canárias              | 28,5 | 5   | 22,0 | 4    | 23,3 | 3  | 11,4 | 2   | 3,1 | -  | -    | -   | -    | -   | -    | -   | -    | -   | 8,2 | 1  | 15  | 1 005 508  |
| Cantábria             | 36,9 | 2   | 22,4 | 1    | 17,8 | 1  | 15,3 | 1   | 4,4 | -  | -    | -   | -    | -   | -    | -   | -    | -   | -   | -  | 5   | 352 691    |
| Castela e Leão        | 39,1 | 17  | 22,5 | 9    | 15,1 | 3  | 15,4 | 3   | 4,6 | -  | -    | -   | -    | -   | -    | -   | -    | -   | -   | -  | 32  | 1 519 174  |
| Castela-Mancha        | 38,1 | 10  | 28,4 | 7    | 13,7 | 1  | 13,8 | 3   | 3,6 | -  | -    | -   | -    | -   | -    | -   | -    | -   | -   | -  | 21  | 1 181 383  |
| Catalunha             | 11,1 | 5   | 15,7 | 8    | 24,7 | 12 | 13,1 | 8   | -   | -  | 16,0 | 9   | 15,1 | 8   | -    | -   | -    | -   | -   | -  | 47  | 3 774 296  |
| Ceuta                 | 44,9 | 1   | 23,1 | -    | 14,1 | -  | 13,3 | -   | 1,3 | -  | -    | -   | -    | -   | -    | -   | -    | -   | -   | -  | 1   | 33 421     |
| Comunidade Valenciana | 31,3 | 11  | 19,8 | 7    | 25,1 | 9  | 15,8 | 5   | 4,2 | -  | -    | -   | -    | -   | -    | -   | -    | -   | -   | -  | 32  | 2 697 654  |
| Estremadura           | 34,8 | 4   | 36,0 | 5    | 12,7 | 1  | 11,4 | -   | 3,0 | -  | -    | -   | -    | -   | -    | -   | -    | -   | -   | -  | 10  | 655 542    |
| Galiza                | 37,1 | 10  | 21,3 | 6    | 25,0 | 6  | 9,1  | 1   | -   | -  | -    | -   | -    | -   | -    | -   | -    | -   | -   | -  | 23  | 1 653 867  |
| Madrid                | 33,4 | 13  | 17,8 | 6    | 20,9 | 8  | 18,8 | 7   | 5,3 | 2  | -    | -   | -    | -   | -    | -   | -    | -   | -   | -  | 36  | 3 622 408  |
| Melilha               | 43,9 | 1   | 24,6 | -    | 11,5 | -  | 15,6 | -   | 1,3 | -  | -    | -   | -    | -   | -    | -   | -    | -   | -   | -  | 1   | 28 383     |
| Múrcia                | 40,4 | 5   | 20,3 | 2    | 15,2 | 1  | 17,7 | 2   | 3,1 | -  | -    | -   | -    | -   | -    | -   | -    | -   | -   | -  | 10  | 732 329    |
| Navarra               | 28,9 | 2   | 15,5 | 1    | 23,0 | 2  | 7,1  | -   | 4,1 | -  | -    | -   | -    | -   | -    | -   | 9,9  | -   | -   | -  | 5   | 355 299    |
| País Basco            | 11,6 | 2   | 13,3 | 3    | 26,0 | 5  | 4,1  | -   | 2,9 | -  | -    | -   | -    | -   | 24,7 | 6   | 15,1 | 2   | -   | -  | 18  | 1 226 704  |
| La Rioja              | 38,3 | 2   | 23,7 | 1    | 15,8 | 1  | 15,1 | -   | 4,2 | -  | -    | -   | -    | -   | -    | -   | -    | -   | -   | -  | 4   | 178 674    |
| Espanha               | 28,7 | 123 | 22,0 | 90   | 20,7 | 69 | 13,9 | 40  | 3,7 | 2  | 2,4  | 9   | 2,3  | 8   | 1,2  | 6   | 0,9  | 1   | 0,3 | 1  | 350 | 25 349 824 |

### Andaluzia
| Partido                 | Partido                              | Votos     | %               | +/-   | Deputados | +/-  |
| ----------------------- | ------------------------------------ | --------- | --------------- | ----- | --------- | ---- |
|                         | Partido Socialista Operário Espanhol | 1 402 393 | 31,50 / 100,00  | 5,10  | 22 / 61   | 3    |
|                         | Partido Popular                      | 1 294 293 | 29,08 / 100,00  | 16,49 | 21 / 61   | 12   |
|                         | Podemos                              | 752 367   | 16,90 / 100,00  | Novo  | 10 / 61   | Novo |
|                         | Cidadãos - Partido da Cidadania      | 613 447   | 13,78 / 100,00  | Novo  | 8 / 61    | Novo |
|                         | Unidade Popular                      | 257 019   | 5,77 / 100,00   | 2,50  | 0 / 61    | 2    |
|                         | Outros                               | 94 255    | 2,11 / 100,00   |       | 0 / 61    |      |
| Votos Inválidos         | Votos Inválidos                      | 80 048    | 1,79 / 100,00   | 0,46  |           |      |
| Total                   | Total                                | 4 493 822 | 100,00 / 100,00 |       | 61 / 61   | 1    |
| Eleitorado/Participação | Eleitorado/Participação              | 6 505 266 | 69,08 / 100,00  | 0,18  |           |      |

### Aragão
| Partido                 | Partido                              | Votos     | %               | +/-   | Deputados | +/-     |
| ----------------------- | ------------------------------------ | --------- | --------------- | ----- | --------- | ------- |
|                         | Partido Popular-Partido Aragonês     | 229 691   | 31,31 / 100,00  | 16,39 | 6 / 13    | 2       |
|                         | Partido Socialista Operário Espanhol | 169 057   | 23,05 / 100,00  | 8,47  | 4 / 13    | Estável |
|                         | Podemos                              | 136 434   | 18,60 / 100,00  | Novo  | 2 / 13    | Novo    |
|                         | Cidadãos - Partido da Cidadania      | 126 346   | 17,22 / 100,00  | Novo  | 1 / 13    | Novo    |
|                         | Unidade Popular-Chunta Aragonesista  | 45 199    | 6,16 / 100,00   | 4,37  | 0 / 13    | 1       |
|                         | Outros                               | 20 061    | 2,72 / 100,00   |       | 0 / 13    |         |
| Votos Inválidos         | Votos Inválidos                      | 12 919    | 1,76 / 100,00   | 1,85  |           |         |
| Total                   | Total                                | 739 707   | 100,00 / 100,00 |       | 13 / 13   |         |
| Eleitorado/Participação | Eleitorado/Participação              | 1 019 135 | 72,58 / 100,00  | 1,59  |           |         |

### Astúrias
| Partido                 | Partido                              | Votos   | %               | +/-   | Deputados | +/-  |
| ----------------------- | ------------------------------------ | ------- | --------------- | ----- | --------- | ---- |
|                         | Partido Popular-Fórum Astúrias       | 187 568 | 30,11 / 100,00  | 19,97 | 3 / 8     | 1    |
|                         | Partido Socialista Operário Espanhol | 145 113 | 23,39 / 100,00  | 5,95  | 2 / 8     | 1    |
|                         | Podemos                              | 132 984 | 21,35 / 100,00  | Novo  | 2 / 8     | Novo |
|                         | Cidadãos - Partido da Cidadania      | 84 464  | 13,56 / 100,00  | Novo  | 1 / 8     | Novo |
|                         | Unidade Popular-Esquerda Asturiana   | 52 583  | 8,44 / 100,00   | 4,80  | 0 / 8     | 1    |
|                         | Outros                               | 14 664  | 2,36 / 100,00   |       | 0 / 8     |      |
| Votos Inválidos         | Votos Inválidos                      | 10 824  | 1,73 / 100,00   | 0,57  |           |      |
| Total                   | Total                                | 628 200 | 100,00 / 100,00 |       | 8 / 8     |      |
| Eleitorado/Participação | Eleitorado/Participação              | 985 087 | 63,77 / 100,00  | 0,80  |           |      |

### Baleares
| Partido                 | Partido                                      | Votos   | %               | +/-   | Deputados | +/-     |
| ----------------------- | -------------------------------------------- | ------- | --------------- | ----- | --------- | ------- |
|                         | Partido Popular                              | 140 640 | 29,06 / 100,00  | 20,53 | 3 / 8     | 2       |
|                         | Podemos                                      | 111 628 | 23,07 / 100,00  | Novo  | 2 / 8     | Novo    |
|                         | Partido Socialista Operário Espanhol         | 88 635  | 18,31 / 100,00  | 10,56 | 2 / 8     | 1       |
|                         | Cidadãos - Partido da Cidadania              | 71 551  | 14,78 / 100,00  | Novo  | 1 / 8     | Novo    |
|                         | Més per Mallorca                             | 33 877  | 7,00 / 100,00   | 0,17  | 0 / 8     | Estável |
|                         | Proposta per les Illes                       | 12 910  | 2,67 / 100,00   | Novo  | 0 / 8     | Novo    |
|                         | Unidade Popular                              | 11 451  | 2,37 / 100,00   | 2,57  | 0 / 8     | Estável |
|                         | Partido Animalista contra o Mau Trato Animal | 5 114   | 1,06 / 100,00   | 0,23  | 0 / 8     | Estável |
|                         | Outros                                       | 4 167   | 0,86 / 100,00   |       | 0 / 8     |         |
| Votos Inválidos         | Votos Inválidos                              | 8 693   | 1,79 / 100,00   | 1,64  |           |         |
| Total                   | Total                                        | 488 666 | 100,00 / 100,00 |       | 8 / 8     |         |
| Eleitorado/Participação | Eleitorado/Participação                      | 771 381 | 63,35 / 100,00  | 2,39  |           |         |

### Canárias
| Partido                 | Partido                                            | Votos     | %               | +/-   | Deputados | +/-     |
| ----------------------- | -------------------------------------------------- | --------- | --------------- | ----- | --------- | ------- |
|                         | Partido Popular                                    | 283 575   | 28,53 / 100,00  | 19,44 | 5 / 15    | 4       |
|                         | Podemos                                            | 231 519   | 23,29 / 100,00  | Novo  | 3 / 15    | Novo    |
|                         | Partido Socialista Operário Espanhol-Nova Canárias | 218 413   | 21,97 / 100,00  | 2,88  | 4 / 15    | Estável |
|                         | Cidadãos - Partido da Cidadania                    | 113 642   | 11,43 / 100,00  | Novo  | 2 / 15    | Novo    |
|                         | Coligação Canária                                  | 81 917    | 8,24 / 100,00   | 7,23  | 1 / 15    | 1       |
|                         | Unidade Popular                                    | 30 978    | 3,12 / 100,00   | 1,19  | 0 / 15    | Estável |
|                         | Partido Animalista contra o Mau Trato Animal       | 11 888    | 1,20 / 100,00   | 0,67  | 0 / 15    | Estável |
|                         | Outros                                             | 14 837    | 1,49 / 100,00   |       | 0 / 15    |         |
| Votos Inválidos         | Votos Inválidos                                    | 20 162    | 2,01 / 100,00   | 0,99  |           |         |
| Total                   | Total                                              | 1 006 931 | 100,00 / 100,00 |       | 15 / 15   |         |
| Eleitorado/Participação | Eleitorado/Participação                            | 1 668 911 | 60,33 / 100,00  | 0,73  |           |         |

### Cantábria
| Partido                 | Partido                              | Votos   | %               | +/-   | Deputados | +/-     |
| ----------------------- | ------------------------------------ | ------- | --------------- | ----- | --------- | ------- |
|                         | Partido Popular                      | 129 216 | 36,91 / 100,00  | 15,26 | 2 / 5     | 2       |
|                         | Partido Socialista Operário Espanhol | 78 460  | 22,41 / 100,00  | 2,82  | 1 / 5     | Estável |
|                         | Podemos                              | 62 569  | 17,87 / 100,00  | Novo  | 1 / 5     | Novo    |
|                         | Cidadãos - Partido da Cidadania      | 53 371  | 15,25 / 100,00  | Novo  | 1 / 5     | Novo    |
|                         | Unidade Popular                      | 15 488  | 4,42 / 100,00   | 0,83  | 0 / 5     | Estável |
|                         | Outros                               | 8 118   | 2,32 / 100,00   |       | 0 / 5     |         |
| Votos Inválidos         | Votos Inválidos                      | 6 753   | 1,91 / 100,00   | 0,41  |           |         |
| Total                   | Total                                | 353 975 | 100,00 / 100,00 |       | 5 / 5     |         |
| Eleitorado/Participação | Eleitorado/Participação              | 498 771 | 70,97 / 100,00  | 0,59  |           |         |

### Castela e Leão
| Partido                 | Partido                              | Votos     | %               | +/-   | Deputados | +/-     |
| ----------------------- | ------------------------------------ | --------- | --------------- | ----- | --------- | ------- |
|                         | Partido Popular                      | 590 438   | 39,10 / 100,00  | 16,27 | 17 / 32   | 4       |
|                         | Partido Socialista Operário Espanhol | 339 277   | 22,47 / 100,00  | 6,72  | 9 / 32    | 2       |
|                         | Cidadãos - Partido da Cidadania      | 231 979   | 15,36 / 100,00  | Novo  | 3 / 32    | Novo    |
|                         | Podemos                              | 227 507   | 15,07 / 100,00  | Novo  | 3 / 32    | Novo    |
|                         | Unidade Popular                      | 68 816    | 4,56 / 100,00   | 1,08  | 0 / 32    | Estável |
|                         | Outros                               | 37 631    | 2,50 / 100,00   |       | 0 / 32    |         |
| Votos Inválidos         | Votos Inválidos                      | 31 036    | 2,04 / 100,00   | 1,05  |           |         |
| Total                   | Total                                | 1 526 754 | 100,00 / 100,00 |       | 32 / 32   |         |
| Eleitorado/Participação | Eleitorado/Participação              | 2 143 638 | 71,22 / 100,00  | 0,07  |           |         |

### Castela-Mancha
| Partido                 | Partido                              | Votos     | %               | +/-   | Deputados | +/-     |
| ----------------------- | ------------------------------------ | --------- | --------------- | ----- | --------- | ------- |
|                         | Partido Popular                      | 446 235   | 38,14 / 100,00  | 17,67 | 10 / 21   | 4       |
|                         | Partido Socialista Operário Espanhol | 331 856   | 28,36 / 100,00  | 1,98  | 7 / 21    | Estável |
|                         | Cidadãos - Partido da Cidadania      | 161 083   | 13,77 / 100,00  | Novo  | 3 / 21    | Novo    |
|                         | Podemos                              | 159 726   | 13,65 / 100,00  | Novo  | 1 / 21    | Novo    |
|                         | Unidade Popular                      | 41 986    | 3,59 / 100,00   | 2,19  | 0 / 21    | Estável |
|                         | Outros                               | 20 889    | 1,80 / 100,00   |       | 0 / 21    |         |
| Votos Inválidos         | Votos Inválidos                      | 21 796    | 1,85 / 100,00   | 0,92  |           |         |
| Total                   | Total                                | 1 183 571 | 100,00 / 100,00 |       | 21 / 21   |         |
| Eleitorado/Participação | Eleitorado/Participação              | 1 572 604 | 75,26 / 100,00  | 0,50  |           |         |

### Catalunha
| Partido                 | Partido                                      | Votos     | %               | +/-   | Deputados | +/-     |
| ----------------------- | -------------------------------------------- | --------- | --------------- | ----- | --------- | ------- |
|                         | Em Comum Podemos (Podemos-ICV-EUiA-Equo)     | 929 880   | 24,71 / 100,00  | 16,62 | 12 / 47   | 9       |
|                         | Esquerda Republicana da Catalunha            | 601 782   | 15,99 / 100,00  | 8,92  | 9 / 47    | 6       |
|                         | Partido dos Socialistas da Catalunha         | 590 274   | 15,69 / 100,00  | 10,97 | 8 / 47    | 6       |
|                         | Democracia e Liberdade                       | 567 253   | 15,08 / 100,00  | 14,27 | 8 / 47    | 8       |
|                         | Cidadãos - Partido da Cidadania              | 490 872   | 13,05 / 100,00  | Novo  | 5 / 47    | Novo    |
|                         | Partido Popular                              | 418 369   | 11,12 / 100,00  | 9,58  | 5 / 47    | 6       |
|                         | União Democrática da Catalunha               | 65 388    | 1,74 / 100,00   | -     | 0 / 47    | -       |
|                         | Partido Animalista contra o Mau Trato Animal | 43 930    | 1,17 / 100,00   | 0,48  | 0 / 47    | Estável |
|                         | Outros                                       | 29 671    | 0,79 / 100,00   |       | 0 / 47    |         |
| Votos Inválidos         | Votos Inválidos                              | 48 505    | 1,29 / 100,00   | 2,14  |           |         |
| Total                   | Total                                        | 3 785 924 | 100,00 / 100,00 |       | 47 / 47   |         |
| Eleitorado/Participação | Eleitorado/Participação                      | 5 516 456 | 68,63 / 100,00  | 3,47  |           |         |

### Ceuta
| Partido                 | Partido                                      | Votos  | %               | +/-   | Deputados | +/-     |
| ----------------------- | -------------------------------------------- | ------ | --------------- | ----- | --------- | ------- |
|                         | Partido Popular                              | 14 813 | 44,86 / 100,00  | 21,07 | 1 / 1     | Estável |
|                         | Partido Socialista Operário Espanhol         | 7 627  | 23,10 / 100,00  | 2,84  | 0 / 1     | Estável |
|                         | Podemos                                      | 4 646  | 14,07 / 100,00  | Novo  | 0 / 1     | Novo    |
|                         | Cidadãos - Partido da Cidadania              | 4 392  | 13,30 / 100,00  | Novo  | 0 / 1     | Novo    |
|                         | Unidade Popular                              | 431    | 1,31 / 100,00   | 0,50  | 0 / 1     | Estável |
|                         | Partido Animalista contra o Mau Trato Animal | 358    | 1,08 / 100,00   | 0,50  | 0 / 1     | Estável |
|                         | Outros                                       | 343    | 1,04 / 100,00   |       | 0 / 1     |         |
| Votos Inválidos         | Votos Inválidos                              | 906    | 2,72 / 100,00   | 0,33  |           |         |
| Total                   | Total                                        | 33 516 | 100,00 / 100,00 |       | 1 / 1     |         |
| Eleitorado/Participação | Eleitorado/Participação                      | 61 660 | 54,36 / 100,00  | 1,20  |           |         |

### Comunidade Valenciana
| Partido                 | Partido                              | Votos     | %               | +/-   | Deputados | +/-  |
| ----------------------- | ------------------------------------ | --------- | --------------- | ----- | --------- | ---- |
|                         | Partido Popular                      | 838 135   | 31,26 / 100,00  | 22,06 | 11 / 32   | 9    |
|                         | És el moment (Compromís-Podemos)     | 673 549   | 25,12 / 100,00  | 20,31 | 9 / 32    | 8    |
|                         | Partido Socialista Operário Espanhol | 531 489   | 19,83 / 100,00  | 6,92  | 7 / 32    | 3    |
|                         | Cidadãos - Partido da Cidadania      | 424 621   | 15,84 / 100,00  | Novo  | 5 / 32    | Novo |
|                         | Unidade Popular                      | 111 963   | 4,18 / 100,00   | 2,33  | 0 / 32    | 1    |
|                         | Outros                               | 84 962    | 3,18 / 100,00   |       | 0 / 32    |      |
| Votos Inválidos         | Votos Inválidos                      | 39 303    | 1,46 / 100,00   | 0,84  |           |      |
| Total                   | Total                                | 2 704 022 | 100,00 / 100,00 |       | 32 / 32   | 1    |
| Eleitorado/Participação | Eleitorado/Participação              | 3 615 282 | 74,79 / 100,00  | 0,61  |           |      |

### Estremadura
| Partido                 | Partido                              | Votos   | %               | +/-   | Deputados | +/-     |
| ----------------------- | ------------------------------------ | ------- | --------------- | ----- | --------- | ------- |
|                         | Partido Socialista Operário Espanhol | 233 251 | 35,98 / 100,00  | 1,21  | 5 / 10    | 1       |
|                         | Partido Popular                      | 225 564 | 34,79 / 100,00  | 16,39 | 4 / 10    | 2       |
|                         | Podemos                              | 82 098  | 12,66 / 100,00  | Novo  | 1 / 10    | Novo    |
|                         | Cidadãos - Partido da Cidadania      | 73 756  | 11,38 / 100,00  | Novo  | 0 / 10    | Novo    |
|                         | Unidade Popular                      | 19 590  | 3,02 / 100,00   | 2,68  | 0 / 10    | Estável |
|                         | Outros                               | 9 409   | 1,45 / 100,00   |       | 0 / 10    |         |
| Votos Inválidos         | Votos Inválidos                      | 13 327  | 2,04 / 100,00   | 0,54  |           |         |
| Total                   | Total                                | 656 995 | 100,00 / 100,00 |       | 10 / 10   |         |
| Eleitorado/Participação | Eleitorado/Participação              | 910 284 | 72,17 / 100,00  | 1,74  |           |         |

### Galiza
| Partido                 | Partido                                | Votos     | %               | +/-   | Deputados | +/-     |
| ----------------------- | -------------------------------------- | --------- | --------------- | ----- | --------- | ------- |
|                         | Partido Popular                        | 609 623   | 37,12 / 100,00  | 15,41 | 10 / 23   | 5       |
|                         | Em Maré (Podemos-ANOVA-Esquerda Unida) | 410 698   | 25,01 / 100,00  | 20,28 | 6 / 23    | 6       |
|                         | Partido Socialista Operário Espanhol   | 350 220   | 21,33 / 100,00  | 6,48  | 6 / 23    | Estável |
|                         | Cidadãos - Partido da Cidadania        | 148 852   | 9,06 / 100,00   | Novo  | 1 / 23    | Novo    |
|                         | Bloco Nacionalista Galego              | 70 863    | 4,32 / 100,00   | 6,86  | 0 / 23    | 2       |
|                         | Outros                                 | 34 627    | 2,10 / 100,00   |       | 0 / 23    |         |
| Votos Inválidos         | Votos Inválidos                        | 40 068    | 2,42 / 100,00   | 0,82  |           |         |
| Total                   | Total                                  | 1 664 951 | 100,00 / 100,00 |       | 23 / 23   |         |
| Eleitorado/Participação | Eleitorado/Participação                | 2 705 852 | 61,53 / 100,00  | 0,68  |           |         |

### Madrid
| Partido                 | Partido                              | Votos     | %               | +/-   | Deputados | +/-  |
| ----------------------- | ------------------------------------ | --------- | --------------- | ----- | --------- | ---- |
|                         | Partido Popular                      | 1 210 219 | 33,44 / 100,00  | 17,53 | 13 / 36   | 6    |
|                         | Podemos                              | 756 257   | 20,90 / 100,00  | Novo  | 8 / 36    | Novo |
|                         | Cidadãos - Partido da Cidadania      | 681 167   | 18,82 / 100,00  | Novo  | 7 / 36    | Novo |
|                         | Partido Socialista Operário Espanhol | 645 645   | 17,84 / 100,00  | 8,21  | 6 / 36    | 4    |
|                         | Unidade Popular                      | 190 193   | 5,26 / 100,00   | 2,78  | 2 / 36    | 1    |
|                         | União, Progresso e Democracia        | 43 508    | 1,20 / 100,00   | 9,10  | 0 / 36    | 4    |
|                         | Outros                               | 73 178    | 2,03 / 100,00   |       | 0 / 36    |      |
| Votos Inválidos         | Votos Inválidos                      | 41 960    | 1,16 / 100,00   | 0,92  |           |      |
| Total                   | Total                                | 3 642 127 | 100,00 / 100,00 |       | 36 / 36   |      |
| Eleitorado/Participação | Eleitorado/Participação              | 4 913 893 | 74,12 / 100,00  | 0,86  |           |      |

### Melilha
| Partido                 | Partido                                      | Votos  | %               | +/-   | Deputados | +/-     |
| ----------------------- | -------------------------------------------- | ------ | --------------- | ----- | --------- | ------- |
|                         | Partido Popular                              | 12 331 | 43,91 / 100,00  | 22,80 | 1 / 1     | Estável |
|                         | Partido Socialista Operário Espanhol         | 6 905  | 24,59 / 100,00  | 0,73  | 0 / 1     | Estável |
|                         | Cidadãos - Partido da Cidadania              | 4 366  | 15,55 / 100,00  | Novo  | 0 / 1     | Novo    |
|                         | Podemos                                      | 3 215  | 11,45 / 100,00  | Novo  | 0 / 1     | Novo    |
|                         | Unidade Popular                              | 366    | 1,30 / 100,00   | -     | 0 / 1     | -       |
|                         | Partido Animalista contra o Mau Trato Animal | 314    | 1,12 / 100,00   | 0,61  | 0 / 1     | Estável |
|                         | Outros                                       | 286    | 1,01 / 100,00   |       | 0 / 1     |         |
| Votos Inválidos         | Votos Inválidos                              | 662    | 2,34 / 100,00   | 0,66  |           |         |
| Total                   | Total                                        | 28 445 | 100,00 / 100,00 |       | 1 / 1     |         |
| Eleitorado/Participação | Eleitorado/Participação                      | 57 639 | 49,35 / 100,00  | 0,08  |           |         |

### Múrcia
| Partido                 | Partido                              | Votos     | %               | +/-   | Deputados | +/-     |
| ----------------------- | ------------------------------------ | --------- | --------------- | ----- | --------- | ------- |
|                         | Partido Popular                      | 293 943   | 40,40 / 100,00  | 23,82 | 5 / 10    | 3       |
|                         | Partido Socialista Operário Espanhol | 147 883   | 20,32 / 100,00  | 0,67  | 2 / 10    | Estável |
|                         | Cidadãos - Partido da Cidadania      | 128 570   | 17,67 / 100,00  | Novo  | 2 / 10    | Novo    |
|                         | Podemos                              | 110 601   | 15,20 / 100,00  | Novo  | 1 / 10    | Novo    |
|                         | Unidade Popular                      | 22 767    | 3,13 / 100,00   | 2,57  | 0 / 10    | Estável |
|                         | Outros                               | 19 340    | 2,66 / 100,00   |       | 0 / 10    |         |
| Votos Inválidos         | Votos Inválidos                      | 10 893    | 1,49 / 100,00   | 0,35  |           |         |
| Total                   | Total                                | 733 997   | 100,00 / 100,00 |       | 10 / 10   |         |
| Eleitorado/Participação | Eleitorado/Participação              | 1 031 733 | 71,14 / 100,00  | 2,97  |           |         |

### Navarra
| Partido                 | Partido                               | Votos   | %               | +/-  | Deputados | +/-     |
| ----------------------- | ------------------------------------- | ------- | --------------- | ---- | --------- | ------- |
|                         | Partido Popular-União do Povo Navarro | 102 244 | 28,94 / 100,00  | 9,27 | 2 / 5     | Estável |
|                         | Podemos                               | 81 216  | 22,98 / 100,00  | Novo | 2 / 5     | Novo    |
|                         | Partido Socialista Operário Espanhol  | 54 856  | 15,52 / 100,00  | 6,50 | 1 / 5     | Estável |
|                         | Euskal Herria Bildu                   | 34 939  | 9,89 / 100,00   | 4,97 | 0 / 5     | 1       |
|                         | Geroa Bai                             | 30 642  | 8,67 / 100,00   | 4,14 | 0 / 5     | 1       |
|                         | Cidadãos - Partido da Cidadania       | 24 969  | 7,07 / 100,00   | Novo | 0 / 5     | Novo    |
|                         | Unidade Popular                       | 14 528  | 4,11 / 100,00   | 1,40 | 0 / 5     | Estável |
|                         | Outros                                | 6 240   | 1,76 / 100,00   |      | 0 / 5     |         |
| Votos Inválidos         | Votos Inválidos                       | 6 828   | 1,92 / 100,00   | 1,70 |           |         |
| Total                   | Total                                 | 356 462 | 100,00 / 100,00 |      | 5 / 5     |         |
| Eleitorado/Participação | Eleitorado/Participação               | 502 520 | 70,93 / 100,00  | 2,02 |           |         |

### País Basco
| Partido                 | Partido                              | Votos     | %               | +/-  | Deputados | +/-     |
| ----------------------- | ------------------------------------ | --------- | --------------- | ---- | --------- | ------- |
|                         | Podemos                              | 317 674   | 25,98 / 100,00  | Novo | 5 / 18    | Novo    |
|                         | Partido Nacionalista Basco           | 302 316   | 24,72 / 100,00  | 2,69 | 6 / 18    | 1       |
|                         | Euskal Herria Bildu                  | 184 186   | 15,06 / 100,00  | 9,05 | 2 / 18    | 4       |
|                         | Partido Socialista Operário Espanhol | 161 988   | 13,25 / 100,00  | 8,30 | 3 / 18    | 1       |
|                         | Partido Popular                      | 142 127   | 11,62 / 100,00  | 6,19 | 2 / 18    | 1       |
|                         | Cidadãos - Partido da Cidadania      | 50 268    | 4,11 / 100,00   | Novo | 0 / 18    | Novo    |
|                         | Unidade Popular                      | 36 002    | 2,94 / 100,00   | 0,75 | 0 / 18    | Estável |
|                         | Outros                               | 19 527    | 1,59 / 100,00   |      | 0 / 18    |         |
| Votos Inválidos         | Votos Inválidos                      | 17 110    | 1,40 / 100,00   | 0,78 |           |         |
| Total                   | Total                                | 1 231 198 | 100,00 / 100,00 |      | 18 / 18   |         |
| Eleitorado/Participação | Eleitorado/Participação              | 1 784 229 | 69,00 / 100,00  | 1,66 |           |         |

### La Rioja
| Partido                 | Partido                              | Votos   | %               | +/-   | Deputados | +/-     |
| ----------------------- | ------------------------------------ | ------- | --------------- | ----- | --------- | ------- |
|                         | Partido Popular                      | 67 941  | 38,34 / 100,00  | 16,36 | 2 / 4     | 1       |
|                         | Partido Socialista Operário Espanhol | 41 973  | 23,69 / 100,00  | 7,40  | 1 / 4     | Estável |
|                         | Podemos                              | 28 073  | 15,84 / 100,00  | Novo  | 1 / 4     | Novo    |
|                         | Cidadãos - Partido da Cidadania      | 26 812  | 15,13 / 100,00  | Novo  | 0 / 4     | Novo    |
|                         | Unidade Popular                      | 7 423   | 4,19 / 100,00   | 0,41  | 0 / 4     | Estável |
|                         | Outros                               | 3 489   | 1,96 / 100,00   |       | 0 / 4     |         |
| Votos Inválidos         | Votos Inválidos                      | 3 558   | 1,99 / 100,00   | 1,20  |           |         |
| Total                   | Total                                | 179 269 | 100,00 / 100,00 |       | 4 / 4     |         |
| Eleitorado/Participação | Eleitorado/Participação              | 247 507 | 72,43 / 100,00  | 0,35  |           |         |